# Beruniy
Beruniy – miasto w Uzbekistanie, w Karakałpacji. W 2018 r. miasto to zamieszkiwało 66 090 osób. Miasto położone jest na północnym brzegu rzeki Amu-daria, w pobliżu granicy z Turkmenistanem.